# Fördelardosa

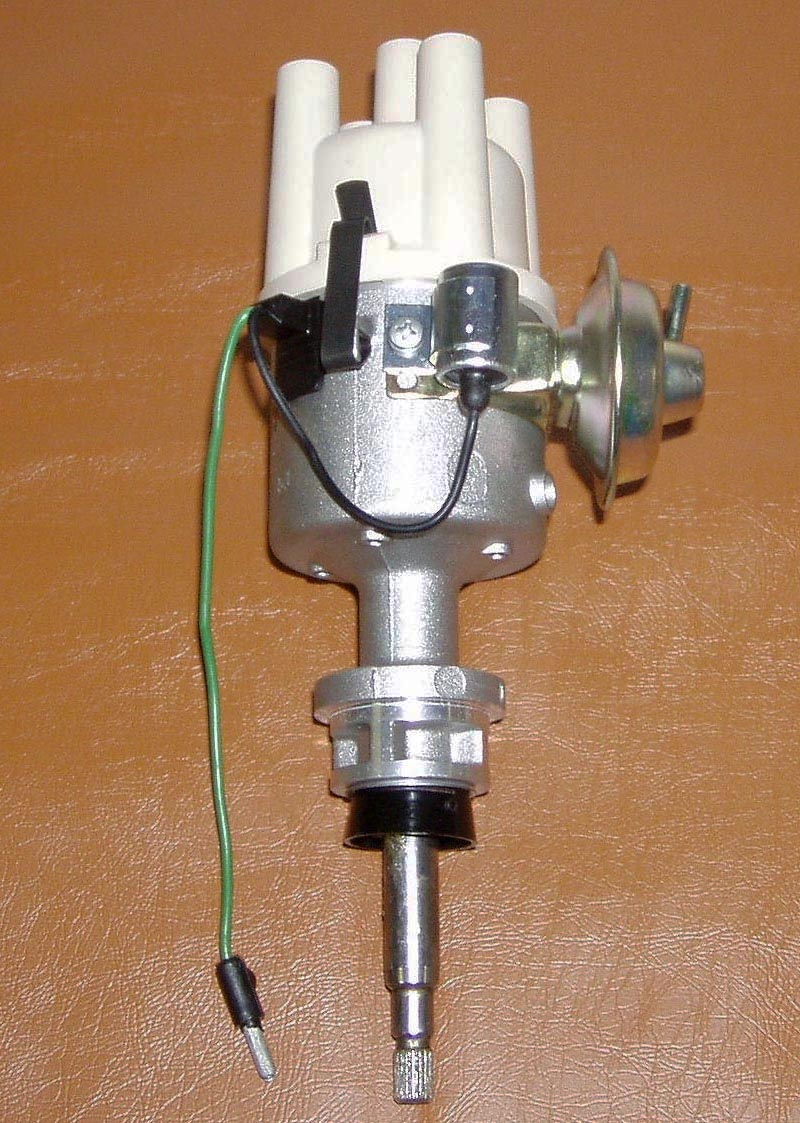
Fördelardosa med fördelarlock (vitt), drivaxel (längst ner), kondensator (liten blank cylindrisk komponent) samt vakuum-regulator med slanganslutning (höger del av bild).

En fördelardosa är en del av tändsystemet i en flercylindrig bensinmotor och används för att dirigera ström till alla tändstift
För att en bensinmotor skall kunna antända bränsle/luftblandningen behövs en gnista från ett tändstift. Spänningen till tändstiftet skapas i en tändspole eller av en magnet och leds via en tändkabel till tändstiftet.
I en bensinmotor med flera cylindrar och flera tändstift måste strömmen dirigeras till rätt tändstift för att alla cylindrar i motorn ska kunna arbeta. I äldre motorer utan elektronisk styrenhet löser man detta med en fördelardosa. I denna sitter en rotor. Strömmen leds från tändspolen via mitten av locket på fördelardosan till rotorn som har en ledande översida isolerad från omgivningen. Rotorn är placerad på en axel som roterar när motorn arbetar. Jämnt utspridda i en ring runt rotorn sitter kontakterna för tändkablarna som går till respektive tändstift.

Tändsystem för bil med batteri (Battery), strömbrytare för tändning (Contactor), tändspole (Ignition Coil), kondensator (Capacitor), brytarspets (Contact breaker), fördelardosa (Distributor), tändstift (Spark plugs) där anordningen ger en elektrisk gnista (Electric arc).

När motorn arbetar roterar axeln så att rotorn pekar mot en kontaktpunkt just när dess cylinder ska antändas. Samtidigt bryts strömmen till tändspolen av brytarspetsen så att en högspänningspuls skapas och leds via rotorn till rätt tändstift.  
En dieselmotor behöver inte tändstift och därför ingen fördelardosa.
Moderna bilar med ottomotorer (exempelvis bensin, biogas, etanol) har ett elektroniskt tändsystem där brytare, rotor med mera har ersatts av elektronik.